# Fortean Times
Fortean Times  là tờ tạp chí hàng tháng của Anh chuyên viết về các hiện tượng dị thường do Charles Fort phổ biến. Trước đây tạp chí này từng được ấn hành qua các nhà xuất bản như John Brown Publishing (1991–2001), I Feel Good Publishing (2001–2005), Dennis Publishing (2005–2021) và Exponent (2021), kể từ tháng 12 năm 2021 thì do Diamond Publishing vốn là một phần thuộc hãng Metropolis International xuất bản. Tháng 12 năm 2018, lượng phát hành bản in của nó chỉ hơn 14.800 bản mỗi tháng. Khẩu hiệu của tạp chí này là "Thế giới của những hiện tượng kỳ lạ".
Tháng 8 năm 2000, tiêu đề trang bìa của tạp chí là "UFO? Sự thật gây sốc về những chiếc đĩa bay đầu tiên". Bài viết do James Easton chấp bút đã đề xuất một lời giải thích trần tục cho vụ chứng kiến UFO của Kenneth Arnold — một loại bồ nông trắng Mỹ. Gợi ý này khiến giới nghiên cứu UFO phẫn nộ đến mức nhiều người trong số họ vẫn sử dụng thuật ngữ "pelican" hoặc "pelicanist" dưới dạng thuật ngữ miệt thị dành cho kẻ lật tẩy.
Hầu hết các nhà nghiên cứu của Fortean Times đều đóng góp các bài viết, bài phê bình hoặc thư từ cho tạp chí. Nó cũng đã thu hút được sự phủ sóng và khen ngợi rộng rãi hơn. Fortean Times số 69 tuyên bố, "các đoạn trích từ FT đã xuất hiện trong ít nhất ba ấn phẩm được sử dụng để dạy tiếng Anh như một ngoại ngữ." Lynn Barber của tờ báo The Independent on Sunday đã mô tả việc viết bằng FT là "một hình mẫu của thứ tiếng Anh tao nhã".